# Bisdom Ponta de Pedras
Het bisdom Ponta de Pedras (Latijn: Dioecesis Petrosi Culminis) is een rooms-katholiek bisdom met als zetel Ponta de Pedras, in Brazilië. Het bisdom is suffragaan aan het aartsbisdom Belém do Pará.

## Geschiedenis
Het bisdom werd opgericht op 25 juni 1963 als de territoriale prelatuur Ponta de Pedras, uit delen van het aartsbisdom Belém do Pará. Op 16 oktober 1979 werd het verheven tot bisdom. 

## Parochies
Het bisdom had in 2021 een oppervlakte van 15.954 km2 en telde 169.600 inwoners waarvan 65,5% rooms-katholiek was.

## Bisschoppen
- Angelo Maria Rivato (29 april 1965 - 16 januari 2002)
- Alessio Saccardo (16 januari 2002 - 23 september 2015)
- Teodoro Mendes Tavares (23 september 2015 - heden)

Belém do Pará (aartsbisdom) · Abaetetuba · Bragança do Pará · Cametá · Castanhal · Macapá · Marabá · Marajó (territoriale prelatuur) · Ponta de Pedras · Santíssima Conceição do Araguaia